# Síndrome de Wendy
El síndrome de Wendy   se manifiesta  en una necesidad absoluta de satisfacer al otro, principalmente la pareja y los hijos. Esta conducta se debe al miedo al rechazo y al abandono y, por razones culturales, es más frecuente en las mujeres que en los hombres.[cita requerida]

## Descripción
Se trata de una conducta que aparentemente puede no representar problema alguno, pero que tiene relación con el síndrome de Peter Pan, que el psicólogo Dan Kiley registró en 1983 y que se refiere a los individuos que no quieren crecer ni asumir las responsabilidades de la adultez.
Es habitual la existencia de un Peter Pan que tenga una Wendy para que haga todo lo que él no hace y se responsabilice de todo lo que él evita. 
El psicólogo Jaime Lira explica que:

“Un Peter Pan es un varón o mujer que no quiere crecer, que quiere ser niño por siempre y entonces  aparece aquel hombre o mujer que se encuentra detrás, la que se encarga de hacer todo aquello que no hace el primero”

Quienes padecen el Síndrome de Wendy difícilmente controlan su propio rumbo en la vida, por lo que se enfocan en tratar de controlar la vida de otra persona.
Frecuentemente el origen de este síndrome se encuentra en el pasado familiar de quien lo padece, en donde esta persona se sintió excluida y desprotegida, por lo que en la edad adulta compensa la falta de dirección y protección asumiendo el rol de los padres que no ha tenido. Quien padece este síndrome difícilmente se reconoce a sí mismo en esta situación.
Ejemplos del Síndrome de Wendy serían el padre de familia que prácticamente le hace la tarea al hijo, le despierta todas las mañanas para que no llegue tarde a la escuela, le ayuda en todos sus proyectos, busca hacerle siempre la vida fácil; también el ama de casa que asume todas las responsabilidades en el hogar para que el marido y los hijos no tengan que hacerlo; o un miembro de una pareja que asume todos los deberes y toma las decisiones.
El individuo, debido a su miedo al rechazo, al abandono, a no sentirse querido, busca exageradamente agradar a los demás. Siente una gran necesidad de aceptación y aprobación que le lleva a querer ser imprescindible, por lo que evita que los demás se molesten y se esfuerza en complacer sus deseos.

## Síntomas
El psicólogo Jaime Lira señala como característicos del Síndrome de Wendy los siguientes comportamientos: 
- El individuo se siente imprescindible.
- Entiende el amor como sacrificio.
- Puede resignarse al sufrimiento o bien manifestarlo llorando.
- Evita a toda costa que los demás se molesten.
- Insiste en hacer las tareas y asumir las responsabilidades de la otra persona.
- Pide perdón por todo aquello que no ha hecho o que no ha sabido hacer.
- Termina por asumir el papel de padre o madre de su pareja.
- Se deprime por falta de atención y depende de la aceptación social.

El síndrome es de difícil diagnóstico dado que la o el paciente no acude a terapia por iniciativa propia, y son en muchas ocasiones la pareja u otros actores (personal de enfermería, personal administrativo de hospital, personal de relaciones públicas o trabajo social ) quienes pueden percibir manifestaciones conductuales que se desarrollan alrededor de situaciones muy especificas. Tómese el ejemplo de tener un hijo o hija hospitalizado como una situación con condiciones propicias para la observación de las manifestaciones de conducta de quienes presentan el síndrome de Wendy. El síndrome puede manifestarse  poco a poco. En este ejemplo, inicin con medidas restrictivas y dilatorias a la pareja para que este pueda ver al hijo (a), causado por el temor en la paciente con el síndrome de Wendy de perder ser el centro de atención. Se sienten amenazadas de que otro actor (esposo/pareja) inicie las interrelaciones con el personal médico y de enfermería y demás personal, traduciéndolo en manifestaciones comportables de "doble cara". Por un lado de las caras son atentas (os) comprensivas y cooperadoras, es decir, manifiestan no tener ningún problema con el esposo/pareja e inclusive se preocupan de decirlo al personal médico, de enfermería, etc. Sin embargo,  la "otra cara", la cual es la difícil de reconocer tanto por el esposo/pareja por lo menos en sus etapas iniciales, puede llevar a  bloquear a quien represente dicha amenaza hacia sus deseos de ser el único foco de atención, por lo que llegan a realizar acciones como bloquear llamadas del celular, bloquear en plataformas digitales como WhatsApp, etc. Es habitual también la presentación de otras conductas como la manipulación, el chantaje emocional y económico hacia la pareja e incluso hacia otros actores, como pueden ser allegados de la persona hospitalizada. En este afán, pueden llegar a crear mentiras, como por ejemplo afirmar falsamente la responsabilidad del pago de seguro de gastos médicos. Es frecuente que las personas con este síndrome muestren conductas poco habituales o desconcertantes, como por ejemplo no asistir a funerales de familiares cercanos y mentir sobre las posibles causas de defunción del familiar.
Otra manifestación puede ser la manipulación de los hijos cuando estos están en etapas tempranas de su vida con mecanismos como la parentalidad. La parentalidad se refiere a las actividades que realizan el padre y la madre en el proceso de cuidado, socialización, atención y educación de sus hijos e hijas; es un proceso biológico y psicosocial (Bornstein, 1995). 
La mujer y madre con síndrome de Wendy pone el "foco" hacia fuera y no hacia dentro. Si no puede estar en esa relación de entrega a otro, se encuentra perdida y siente un gran miedo al rechazo, por lo que todos sus esfuerzos van destinados a obtener la aceptación de los demás.
Para diagnosticar un caso de Síndrome de Wendy deben aparecer varios de estos síntomas durante un período de tiempo largo.
¿Cómo saber si tienes el síndrome de Wendy?
El psicólogo Jaime Lira señala como característicos del Síndrome de Wendy los siguientes comportamientos:
- El individuo se siente imprescindible.
- Entiende el amor como sacrificio.
- Puede resignarse al sufrimiento o bien manifestarlo llorando.
- Evita a toda costa que los demás se molesten.

Por otro lado y sin la opinión del psicólogo arriba mencionado, presentan también sentimientos genuinos de odio a la pareja, deseos de venganza, no son capaces de reconocer en ellos, el grado de daño que son capaces de producir en el otro por tanto el sentimiento de culpa no existe o para ellas utilizan la justificación como palanca de apoyo a sus actos.

## Terapia
El punto de partida es que la persona reconozca el problema (lo cual se antoja difícil, dado que es habitual de que quien presente este síndrome, lo reconozcan como tal, a menos de que verdaderamente realicen un ejercicio de una verdadera auto-cognición ) y desee modificar esa conducta que no propicia relaciones sanas. A partir de ahí, se le ayuda a identificar cuáles son sus responsabilidades y cuáles no y a evitar asumir todos los deberes que no le corresponden.

Es comenzar a decir ‘no’, darse cuenta de que cada quien es responsable de su vida y no asumir las responsabilidades de los demás, de esta forma, se va a ir incrementando la autoestima de la persona y finalmente podrá establecer relaciones equitativas con la pareja y la gente que le rodea
Jaime Lira